# José Colomer Fonts
José Maria Colomer Fonts (Catalonië, 26 juli 1942) is een Spaanse striptekenaar. 

## Loopbaan
Hij begon zijn carrière in de jaren 70 met verhalen voor Spaanse stripboeken. Van 1978 tot 1983 werkte hij voor Francisco Bargadà’s Studio Recreo, waar hij strips in diverse stijlen en genres tekende voor verschillende Europese uitgevers, waaronder de Nederlandse en Deense Disneyredacties. In de jaren 1981 tot 1983 tekende hij anoniem ook diverse verhalen voor de Italiaanse bladen Topolino en Almanacco Topolino. Daarna heeft hij bij de eveneens Spaanse studio’s Comicon en Tello Art zijn werk voor de Nederlandse en Deense Disneyredacties voortgezet. Vanaf 1988 begon hij ook weer, op freelance basis, voor Italiaanse Disneyuitgaven te tekenen. In 2005 verschenen de laatste verhalen van deze tekenaar.